# Adria Santana
Adria Santana Rodríguez (* 16. Dezember 1948 in Las Tunas, Provinz Oriente; † 30. September 2011 in Havanna) war eine kubanische Schauspielerin, die als eine der bedeutendsten Darstellerinnen des modernen kubanischen Theaters galt.

## Leben
Adria Santana gab ihr schauspielerisches Debüt im März 1972 an der von Raquel und Vicente Revuelta geleiteten Theatergruppe Teatro Estudio und prägte deren Arbeit in den folgenden Jahren. Im Laufe ihrer darstellerischen Karriere arbeitete sie mit bekannten Theaterregisseuren und Dramatikern Kubas wie Abelardo Estorino, Hector Quintero und Armando Suárez del Villar zusammen und wurde dabei durch ihr umfangreiches Repertoire bekannt.
Mit Estorino arbeitete sie zwischen 1997 und 2000 auch am spanischsprachigen Teatro Repertorio Español in New York City zusammen und wirkte während dieser Zeit unter dem kolumbianischen Regisseur Jorge Alí Triana. 1997 erhielt sie für ihre Darstellung der ‚Greta‘ in La Peñas saben nadar den Preis der Asociación de Cronistas de Espectáculos de Nueva York sowie 2001 den Preis beim Festival Internacional del monólogo in Miami.
Santana, die unter anderem die Alejo-Carpentier-Medaille erhielt und als eine der bedeutendsten Schauspielerinnen des modernen kubanischen Theaters galt, spielte außerdem in einigen wenigen Filmen mit und starb an den Folgen einer Krebserkrankung.

## Filmografie (Auswahl)
- 1996: Lejos de África
- 2007: Mañana
- 2010: Casa Vieja